# Byträsk (Sjundeå, Nyland, Finland)
Byträsk eller Bytträsk är en sjö i Sjundeå kommun i Finland.   Den ligger i landskapet Nyland, i den södra delen av landet, 40 km väster om huvudstaden Helsingfors. Byträsk ligger 61 meter över havet. Den ligger vid sjön Hakuträsk. I omgivningarna runt Byträsk växer i huvudsak barrskog. Arean är 6,4 hektar och strandlinjen är 0,97 kilometer lång. Sjön  ingår i Sjundeå å huvudavrinningsområde. 